# Радио Петровец
Радио Петровец (слк.Rádio Petrovec) je бачка радио-станица, која емитује из Бачког Петровца, у саставу телевизије Петровец.

## Емитовање
Радио Петровец емитује вероватно од 16. новембра.1997, са словачком националном мањином, вероватно 24 сата дневно. Радио Петровец сваки дан нуди највише народних бачких песама и пуно дневних догађаја из региона.